# 드림즈 유니버스
《드림즈 유니버스》(Dreams)는 미디어 몰큘이 개발하고 소니 인터랙티브 엔터테인먼트가 플레이스테이션 4용으로 배급한 게임 제작 시스템이다. 플레이어는 온전히 성장한 게임, 매커닉, 자산, 3D 조각, 음악, 예술의 형태로 UCC를 제작할 수 있으며 다른 사용자들의 작품에 리믹스하거나 공유할 수 있다. 2020년 2월 14일 출시되었다.

## 게임플레이
드림스 유니버스는 아츠 드림(Art's Dream)이라는 캠페인 모드, 그리고 다른 사용자들이 만든 게임 목록을 플레이하거나 다른 사용자들이 플레이할 수 있는 게임을 제작할 수 있는 환경을 구성하고 있다.
드림스 유니버스에서 플레이어는 게임 세계와 소통하는데 사용되는 imp를 통제하고 마우스 커서와 같은 인터페이스를 사용하며 새로운 아이템과 캐릭터를 만들고 이들을 잡아 끌면서 물체를 조작할 수 있다. 플레이어는 듀얼쇼크나 플레이스테이션 무브 컨트롤러를 이동, 회전시켜 imp를 이동시킬 수 있다. imp는 커스터마이즈가 가능하며 꿈 안에 캐릭터를 소유하여 플레이어가 이 캐릭터들을 직접 통제할 수 있다.
드림즈 유니버스는 4개의 모드로 구성된다: 드림 서핑(Dream Surfing), 드림 셰이핑(Dream Shaping), 홈 스페이스 에디터(Home Space Editor), 커뮤니티 잼(Community Jam)

## 평가
드림스 유니버스는 리뷰 애그리게이터 메타크리틱에 따르면 대체적으로 호의적인 평가를 받았다.